# Félix del Blanco Prieto
Félix del Blanco Prieto (Morgovejo, Valderrueda, León, 15 de junio de 1937-Roma, 10 de abril de 2021) fue un arzobispo católico español y diplomático de la Santa Sede. Ordenado sacerdote en 1961. Fue arzobispo titular de Vannida. Durante todos estos años ha sido Nuncio Apostólico en Angola, Santo Tomé y Príncipe, Camerún, Guinea Ecuatorial, Malta y Libia. También en 2007 fue nombrado Limosnero de Su Santidad, hasta noviembre de 2012 que Benedicto XVI aceptó su renuncia por edad. Continuó teniendo el título de arzobispo y además Limosnero "Emérito" de Su Santidad.

## Biografía
Nació en el municipio leonés de Morgovejo (León), el 15 de junio de 1937. Cuando era joven descubrió su vocación religiosa y decidió entrar en el seminario, siendo ordenado sacerdote el 27 de mayo de 1961. Más tarde se mudó a Italia para poder estudiar en la Academia Pontificia Eclesiástica de Roma, donde preparó su carrera diplomática y finalmente en 1984, logró entrar como funcionario del Cuerpo Diplomático de la Santa Sede.
Durante esa época fue destinado a las Nunciaturas Apostólicas de países como México, Argentina y Austria.
El 31 de mayo de 1991, el papa Juan Pablo II lo nombró como Nuncio Apostólico en Angola y Santo Tomé y Príncipe y además lo elevó al rango episcopal con el cargo de arzobispo titular de la Sede de Vannida.
Recibió su consagración episcopal el 6 de julio de 1991, a manos de Agostino Casaroli y de sus coconsagrantes, los españoles Ángel Suquía Goicoechea y Antonio Vilaplana Molina.
El 4 de mayo de 1996 fue nombrado Nuncio Apostólico en Camerún y el 28 de junio de 1996 en Guinea Ecuatorial. Seguidamente el 5 de junio de 2003, pasó a ser Nuncio en Malta y el 24 de junio del mismo se le asignó la nunciatura de Libia.
Posteriormente el 28 de julio de 2007, el papa Benedicto XVI le nombró Limosnero de Su Santidad, sucediendo al italiano Oscar Rizzato.
El 3 de noviembre de 2012 fue sucedido por Guido Pozzo, al presentárle al sumo pontífice su renuncia por alcanzar el límite de edad. Aunque jubilado, ostentó los títulos de Limosnero Emérito de Su Santidad y arzobispo titular de Vannida.
El 29 de julio de 2014 fue confirmado como miembro de la Congregación para la Evangelización de los Pueblos.
Falleció el 10 de abril, a la edad de ochenta y cuatro años, en Roma.